# Eustache de Croÿ
Pour les autres membres de la famille, voir Famille de Croÿ.
Eustache de Croÿ (né peut-être en 1503, † 3 octobre 1538), chanoine de Cambrai, fut évêque d'Arras.
Fils benjamin d'Henri Ferry, comte de Rœux († 1524), et de Lamberte de Brimeu, il fut prévôt d’Aire-sur-la-Lys puis, sur décision de Charles Quint, prévôt de Saint-Omer (1521). Il est nommé évêque d’Arras le 8 septembre 1523. Durant son épiscopat, les idées luthériennes pénètrent à Arras et à Douai. Colportées par des marchands, elles font des adeptes parmi les clercs, les milieux aisés et cultivés, mais aussi dans le petit peuple des artisans et des ouvriers. Le tombeau d'Eustache de Croÿ, commandé par sa mère, est l'œuvre de Jacques Du Brœucq. Malgré quelques dégradations, il est toujours visible dans la cathédrale de Saint-Omer, entre le collatéral sud et la nef.